# Пан-європейський діалог з управління Інтернетом
Пан'європейський діалог з управління Інтернетом (англ. The Pan-European dialogue on Internet governance (EuroDIG)) — регіональний форум керування Інтернетом, на якому обговорюється питання публічної політики, пов'язаної з ключовими елементами управління Інтернетом. 
Метою заходу є пошук спільного розуміння щодо розвитку Інтернету в Європі, захисту прав людини в кібер-просторі та досягнення інтересів бізнесу та користувачів.
В 2016 EuroDIG проходить 9-10 червня 2016 у місті Брюссель, Бельгія.